# Raimonda Orselli
Raimonda Orselli, altrimenti nota come Raimonda Buitoni Orselli (Firenze, 9 maggio 1931 – Perugia, 16 aprile 1993), è stata una socialite, attrice, ballerina e fotografa italiana.

## Biografia
Nacque a Firenze il 9 maggio 1931 dall'antiquario e collezionista Raimondo Orselli e dalla seconda moglie l'americana Annette Skinner, fu battezzata con i nomi di Raimonda Ursula. Sin da bambina visse tra Milano, Firenze e New York iniziando a prendere lezioni di danza. Nel 1944 nacque a Firenze dal terzo matrimonio del padre con Adele Raimondi il fratellastro Orsino Orselli, noto collezionista d'arte cui legherà un rapporto profondo per tutta la vita.

### Carriera
Fu tra le prime allieve del prestigioso Actors Studio di New York e nel 1949 entrò nel cast di Royal Playhouse partecipando alla prima stagione al fianco di Eda Heinemann, Dorothea Jackson, Ethel Remey, Michael Sivy e Frank Wisbar. 
Esordì negli anni Cinquanta come ballerina di danza classica sotto la guida di Kyra Nijinsky, lavorando poi con i coreograﬁ Georges Balanchine, Agnes de Mille, Katherine Dunham. Invitata da Gian Carlo Menotti, partecipò attivamente all’organizzazione del Festival dei Due Mondi a Spoleto negli anni pionieristici dell'inizio.
Nel 1953 prese parte alla compagnia dell'Alberobello come ballerina al fianco di Vanna Benincasa e Paolo Poli, con la regia di Beppe Menegatti, mettendo in scena il Comus di John Milton al Teatro Comunale di Firenze nell'ambito del Maggio musicale fiorentino.
Sempre negli anni '50 prese parte come cantante all'Agnes de Mille Dance Theatre, una compagnia di danza, che fece il giro degli Stati Uniti dal 1953 al 1954, sotto l'egida del produttore Sol Hurok. Nel 1955 prese parte al corpo di ballo del film Oklahoma! per poi interpretare la serie tv americana Curtain Call.
Nei suoi primi anni perugini si colloca la presidenza della sezione umbra di Italia Nostra.  
Nel 1978 studiò a Londra la lingua persiana presso la prestigiosa School of Oriental and African Studies dove conobbe e diventò amica dello scrittore di origini pachistane Aamer Hussein che alla sua morte le dedicherà la raccolta di novelle Mirror to the sun. Fu intima amica anche della scenografa e costumista Gioia Fiorella Mariani, nipote per parte di madre del regista Roberto Rossellini e del compositore Renzo Rossellini.
Negli anni '70 iniziò la ricerca fotograﬁca che la portò a lavorare in Medio Oriente e in India, principalmente sull’architettura islamica e sulla scultura indiana, per continuare poi negli anni '80 con le isole di Ponza e Zannone, dove fu spesso ospite dei marchesi Casati Stampa. Questi lavori verranno esposti in due mostre personali nello spazio d’arte del Centro Culturale dell’Immagine "Il Fotogramma" a Roma, diretto da Giovanni Semerano. Nel 1986 fu curatrice assieme a Caterina Bon Valsassina di un volume fotografico su Ponza, Palmarola e Zannone Nello stesso anno compare come attrice nel ﬁlm Eine blaue Frauenschrift, tratto dal romanzo di Franz Werfel dal regista Axel Corti per la Televisione austriaca e girato in parte a Perugia e in luoghi dell’Umbria, segnalati al regista proprio da Raimonda. Gli ultimi reportage fotograﬁci, non pubblicati, documentarono i viaggi in Australia e in Indonesia nel 1991-1992.

## Vita privata
Ancora giovanissima fu protagonista di una burrascosa relazione con il magnate della birra Patrick Guinness fratellastro per parte di madre di Karim Aga Khan IV e assieme a lui tra i fondatori della Costa Smeralda. Dopo la fine della relazione lui si sposò con Dolores von Fürstenberg-Herdringen amica della stessa Orselli. Raimonda Orselli il 18 aprile 1960 sposò Franco Buitoni, membro della storia famiglia Buitoni titolare dell'omonima azienda. La coppia, abituale frequentatrice del jet set compì la sua prima uscita ufficiale in società nel settembre dello stesso anno al Ballo dei re a Napoli.
Ammalatasi di tumore fece importanti donazioni per la ricerca oncologica e a lei è dedicata la Biblioteca di Oncologia dell'ospedale di Perugia dove fondò anche la Fondazione Raimonda Buitoni per sostenere la ricerca oncologica. Tre anni dopo la sua morte, avvvenuta a Perugia il 16 aprile 1993, il maritò conobbe e si risposò con Ilaria Borletti Buitoni.
Parte della biblioteca musicale di Raimonda Orselli è stata donata alla Scuola di Musica di Fiesole andando a costituire il Fondo Raimonda Orselli.

## Pubblicazioni
- Bon Valsassina C., Ventotene, a cura di Orselli Buitoni R., Roma, Edizioni De Luca, 1984.
- Bon Valsassina C., Palmarola e Zannone, a cura di Orselli Buitoni R., Roma, Edizioni De Luca, 1986.